# Turniej Gwiazdkowy 1996
Turniej Gwiazdkowy 1996 – 4. edycja turnieju żużlowego rozgrywanego w Pile, który odbył się 14 grudnia 1996. Zwyciężył Jimmy Nilsen.

## Wyniki

### Turniej zasadniczy
- Piła, 14 grudnia 1996
- NCD: Jimmy Nilsen - 67,81 w finale A
- Sędzia: Lechosław Bartnicki

| Msc. | Zawodnik               | Klub        | Pkt   |              |  |
| ---- | ---------------------- | ----------- | ----- | ------------ |  |
| 1    | (1) Jimmy Nilsen       | Szwecja     | 10+3  | (3,2,1,2,2)  |  |
| 2    | (2) Hans Nielsen       | Dania       | 12+2  | (1,2,3,3,3)  |  |
| 3    | (10) Zoltán Adorján    | Węgry       | 9+3+1 | (1,3,1,1,3)  |  |
| 4    | (12) Sławomir Drabik   | Częstochowa | 9+0   | (u,3,3,3,u)  |  |
| 5    | (11) Charlie Gjedde    | Dania       | 7+3+2 | (3,0,1,2,1)  |  |
| 6    | (9) Peter Karlsson     | Szwecja     | 9+1   | (2,2,2,1,2)  |  |
| 7    | (7) Antonin Kasper     | Czechy      | 9+ns  | (2,1,3,3,u)  |  |
| 8    | (4) Tomasz Gollob      | Bydgoszcz   | 7+2   | (0,3,0,2,2)  |  |
| 9    | (5) Jacek Gollob       | Bydgoszcz   | 7+1   | (1,1,2,1,3)  |  |
| 10   | (3) Jarosław Olszewski | Piła        | 4+ns  | (2,0,2,wu)   |  |
| 11   | (8) Waldemar Walczak   | Piła        | 3     | (3,0,0,0,wu) |  |
| 12   | (6) Cezary Owiżyc      | Łódź        | 2     | (0,1,0,0,1)  |  |
|      | rez. Rafał Kowalski    | Piła        |       | (d)          |  |
|      | rez. Mariusz Franków   | Piła        |       | (ns)         |  |

Bieg po biegu
1. [71,76] Nilsen, Olszewski, Nielsen, T.Gollob
2. [72,53] Walczak, Kasper, J.Gollob, Owiżyc
3. [72,42] Gjedde, Karlsson, Adorjan, Drabik
4. [71,49] Adorjan, Nilsen, Kasper, Walczak
5. [71,05] T.Gollob, Nielsen, Owiżyc, Gjedde
6. [70,05] Drabik, Karlsson, J.Gollob, Olszewski
7. [68,73] Kasper, Karlsson, Nilsen, Owiżyc
8. [69,46] Nielsen, J.Gollob, Adorjan, T.Gollob
9. [69,01] Drabik, Olszewski, Gjedde, Walczak
10. [70,33] Drabik, Nilsen, J.Gollob, Owiżyc
11. [69,73] Nielsen, T.Gollob, Karlsson, Owiżyc
12. [68,13] Kasper, Gjedde, Adorjan, Olszewski
13. [68,24] J.Gollob, Nilsen, Gjedde, Walczak
14. [68,24] Nielsen, T.Gollob, Kasper, Drabik
15. [70,22] Adorjan, Karlsson, Owiżyc, Kowalski Kowalski za Olszewskiego

### Finał C
1. [68,57] Gjedde, T.Gollob, J.Gollob, Olszewski

### Finał B
1. [67,91] Adorjan, Gjedde, Karlsson, Kasper

### Finał A
1. [67,81] Nilsen, Nielsen, Adorjan, Drabik